# Ataque Sonoro
Ataque Sonoro é uma coletânea lançada em 1985 no formato LP pelo selo independente Ataque Frontal, que reúne faixas de bandas com sonoridade punk rock. As bandas que participam dessa coletânea são: Armagedom, Auschwitz, Cólera, Desordeiros, Espermogramix, Garotos Podres, Grinders, Lobotomia, Ratos de Porão e Vírus 27.
Anos depois foi relançado em CD, com faixas-bônus das bandas Armagedom, Vírus 27, Lobotomia, Cólera e Homicídio Cultural, que não participaram da versão em LP.[carece de fontes?] Em julho de 2016, foi eleito pela revista Rolling Stone Brasil como o 9º melhor disco de punk rock do Brasil.

## Faixas

### LP

#### Lado A
1. "Reprecaos" (Vírus 27)
2. "Condenado" (Ratos de Porão)
3. "Anarquia" (Garotos Podres)
4. "Trabalhadores Brasileiros" (Espermogramix)
5. "Ignorância Cega" (Auschwitz)
6. "Progresso" (Desordeiros)
7. "Rebeldes" (Cólera)
8. "Skate Gralha" (Grinders)
9. "Super Projetos" (Armagedom)
10. "Faces da Morte" (Lobotomia)

#### Lado B
1. "Lobotomia" (Lobotomia)
2. "Cérebros Atômicos" (Ratos de Porão)
3. "Mortos de Fome" (Armagedom)
4. "Bombas" (Espermogramix)
5. "Eu Não Sei o que Quero" (Garotos Podres)
6. "Corrupção!" (Auschwitz)
7. "Vira-latas" (Cólera)
8. "Como é que Pode" (Grinders)
9. "Capitalismo" (Vírus 27)
10. "Holocausto" (Desordeiros)

### Faixas-bônus do CD
1. "Dinheiro e Poder" (Armagedom)
2. "Meus Olhos só Vêem Dor" (Armagedom)
3. "Trapaceiros" (Vírus 27)
4. "Menor Abandonado" (Vírus 27)
5. "F.F.A." (Lobotomia)
6. "Vai se Fuder!" (Lobotomia)
7. "Repressão Sexual" (Homicídio Cultural)
8. "Violência Urbana" (Homicídio Cultural)
9. "Que Vergonha!" (Cólera)
10. "Assassinada no Mar" (Cólera)